# رنه هولتن پولسن
رنه هولتن پولسن (دانمارکی: René Holten Poulsen؛ زادهٔ ۲۸ نوامبر ۱۹۸۸) قایقران کانو اهل دانمارک است.
وی در مسابقات کشوری و بین‌المللی در مجموع برندهٔ ۹ مدال طلا، ۱۳ مدال نقره، ۷ مدال برنز شده‌است.